# A varázsfuvola (film, 1994)
A varázsfuvola (eredeti cím: The Magic Flute) 1994-ben bemutatott amerikai rajzfilm, amely a Wolfgang Amadeus Mozart operája nyomán készült. Az animációs játékfilm rendezői Marlene Robinson May és Ron Myrick, producere Glen Hill. A forgatókönyvet Cliff Ruby és Elana Lesser írta, a zenéjét Meir Finkelstein szerezte. A tévéfilm a Ruby-Spears Productions és a Greengrass Productions gyártásában készült. Műfaja kalandos fantasy filmvígjáték.
Amerikában 1994-ben mutatták be az ABC televízióban, Magyarországon 1997 májusán adták ki VHS-en.

## Szereplők
| Szereplő               | Eredeti hang                 | Magyar hang        |
| ---------------------- | ---------------------------- | ------------------ |
| Sarastro király        | Michael York                 | Barbinek Péter     |
| Az éjkirálynő          | Samantha Eggar               | Náray Erika        |
| Pamina                 | Joely Fisher                 | Kocsis Judit       |
| Tamino herceg          | Mark Hamill                  | Stohl András       |
| Jack, a szamár         | Jim Cummings                 | saját hangján      |
| Grumble, a varjú       | Jim Cummings                 | Pusztaszeri Kornél |
| Monostatos             | Earl Boen                    | Uri István         |
| Papageno, a madárember | Jerry Houser                 | Kerekes József     |
| Hasy                   | Russi Taylor                 | Oláh Orsolya       |
| Gwendolyn              | Katie Leigh                  | Makay Andrea       |
| Matilda                | Linda Gary                   | Kassai Ilona       |
| Énekhangok             | Bobbi Page Christina Saffran | N/A                |

További magyar hangok: Palóczy Frigyes, Virághalmy Judit, Zsíros Ágnes